# Tratado de Nemours
Os artigos do Tratado de Nemours (ou Tratado de Saint-Maur) foram aprovados por escrito e assinados em Nemours em 07 de julho de 1585 entre a rainha-mãe, Catarina de Médici, exercendo funções do Rei, e representantes da Casa de Guise, incluindo o duque de Lorena. Catarina apressou-se em Saint-Maur-des-Fossés, onde em 13 de julho foi assinado o tratado entre o rei Henrique III de França e os líderes da Liga católica, incluindo Henrique I de Guise. O rei foi pressionado por membros da Liga católica para assinar o acordo que foi reconhecido por seus contemporâneos como uma renovação das antigas guerras francesas da religião.

## Contexto
Em 10 de junho de 1584, o duque d'Anjou, Francisco d'Alençon morreu. Desde que o rei Henrique III não tinha filhos e provavelmente continuaria assim, o legítimo sucessor ao trono da França era primo distante do rei e chefe do partido protestante, Henrique, rei de Navarra. Na primavera seguinte, a Liga católica assumiu o controle de várias cidades no norte da França. Em uma tentativa de ganhar o controle da Liga, liderada por membros da casa de Guise, Henrique III declarou-se seu chefe, um ato que o obrigou a romper com Henrique de Navarra.

## Termos
O tratado cancelou todos os editais anteriores, rejeitou todos os huguenotes de escritório oficial e forçou o rei a capitular às exigências da Liga católica. Além disso, o duque de Guise recebeu Châlons como segurança. Como resultado, toda a metade nordeste da França foi controlado diretamente pela Casa de Guise. Além disso, foi prometido aos Guise subsídios significativos. Henrique disse sem rodeios a Carlos, o cardeal de Bourbon, que o acordo global traria caos e ruína para a França. No entanto, o rei assinou o tratado em suas tentativas de flanquear os Guise e tornou-se líder da Liga católica. Em 18 de julho, ele foi pessoalmente ao Parlamento de Paris para realizar um Lit de justice e forçar o Parlamento a registrar os termos do tratado, dando-lhes o efeito da lei, bem como a prerrogativa real.
Em 19 de julho, a Liga católica promulgou sua versão do edital, o que reforçou os efeitos do Tratado de Nemours. Com base nos termos do acordo, todos os editais anteriores que permitiam concessões políticas e religiosas aos huguenotes foram revogados. Em resumo, o acordo proíbe a prática de todas as religiões, exceto o Catolicismo Romano, na França. "Hereges" não foram autorizados a alcançar um cargo público e ministros de outras religiões foram proibidos. Todos os indivíduos tiveram que se converter ao catolicismo ou o risco de ser expulsos da França.

## Resultado
O Papa Sisto V selou o Tratado de Nemours após excomungar o rei de Navarra e seu primo, o Príncipe de Condé. Ele baseou sua excomunhão, alegando que o trono de Navarra foi investido em São Pedro, seus sucessores, e o poder eterno de Deus. Como resultado, a Bula Papal tirou o rei de Navarra de seus títulos, e negou a ele e seu primo, o direito de suceder ao trono francês. A Bula Papal invalidou todas as lealdades juradas ao Rei de Navarra por seus vassalos. O Tratado de Nemours, e os eventos que se seguiram, foram os responsáveis pelo advento da Guerra dos Três Henriques, a fase final das Guerras Religiosas Francesas.